# SM 메가몰
에스엠 메가몰(SM Megamall)은 필리핀 메트로 마닐라의 업무 구역인 올티가스에 위치한 쇼핑 몰이다.
필리핀에서 가장 큰 쇼핑몰 운영 회사 SM 프라임 홀딩스(SM Prime Holdings, 사장:Henry Sy Sr.) 가 설립했다. 필리핀에서 세 번째로 큰 쇼핑 몰이자, 세계에서 일곱 번째로 큰 쇼핑 몰이다.